# Marphysa conferta
Marphysa conferta är en ringmaskart som beskrevs av Moore 1911. Marphysa conferta ingår i släktet Marphysa och familjen Eunicidae.
Artens utbredningsområde är Mexikanska golfen. Inga underarter finns listade i Catalogue of Life.